# Xã Ohio, Quận Sedgwick, Kansas
Xã Ohio (tiếng Anh: Ohio Township) là một xã thuộc quận Sedgwick, tiểu bang Kansas, Hoa Kỳ. Năm 2010, dân số của xã này là 1.980 người.